# 豊中市立新田小学校
豊中市立新田小学校（とよなかしりつ しんでんしょうがっこう）は、大阪府豊中市上新田二丁目にある公立小学校。
旧三島郡新田村の小学校として発足した。1958年の新田村の廃止（豊中市と吹田市への分割編入）に伴い豊中市立となった。
1960年代までは農村部に位置していた小規模校だった。しかし千里ニュータウンの開発に伴い、ニュータウンと隣接している同校校区でも人口が急増したため学校敷地が手狭となり、1973年に現在地に移転した。現在では住宅地の中にある学校となっている。
1973年まで使用されていた旧校舎（豊中市上新田三丁目3番1号）は1900年建築で、純和風の木造建築校舎として保存されている。旧校舎は大阪府の有形文化財に指定され、毎年秋に一般公開されている。

## 沿革
明治時代初期の学制発布に伴い、 1873年6月5日に地域の15ヶ村が合同で三島郡片山村（町村制実施で千里村、現・吹田市）に第八区第五小区第一番片山小学校（現在の吹田市立千里第一小学校）を設置した。その際に上新田村（町村制実施により新田村）にも分校を設置した。
2年後の1875年5月に独立校となり上新田小学校と称した。その後学校制度変遷による改称を経て、1888年12月1日には三島郡新田尋常小学校となった。
1900年10月23日に新田村大字上新田2073番地（現・豊中市上新田三丁目3番1号）に移転している。
新田国民学校（1941年）の名称を経て、1947年には新田村立小学校が発足した。
三島郡新田村は1953年7月1日付で豊中市と吹田市の両市へ分割編入されることになった。学校所在地周辺は豊中市となり、学校の名称も豊中市立新田小学校と称した。一方で旧新田村のうち吹田市に編入された地域については、吹田市立千里第二小学校の校区へ編入されている。
1960年代までは一帯は農村地帯だったが、1960年代以降学校周辺で千里ニュータウンが開発された。学校のある上新田地区はすでに集落があったために千里ニュータウンの開発計画からははずれていたものの、ニュータウンに隣接する地理条件から校区でも宅地化が進んでいった。
従来の校舎では手狭になったため、1973年4月5日に豊中市上新田910番地（現在地・当時の住所表示）に移転している。
なお、それでも用地が手狭になったため近年は体育館下に校舎を建築した。
1984年には従来の校区を分離し、豊中市立新田南小学校が開校した。上新田3-4丁目在住の2-5年生が新田南小学校へ転出している。

### 年表
- 1873年6月5日 - 第八区第五小区第一番片山小学校分校として創立。
- 1875年5月 - 独立校となり、上新田小学校に改称。
- 1883年3月14日 - 新田小学校に改称。
- 1887年4月1日 - 従来初等科学校に改称。
- 1888年12月1日 - 三島郡新田尋常小学校に改称。
- 1900年10月23日 - 新田村大字上新田2073番地（現・豊中市上新田3-3-1）に移転。
- 1941年4月1日 - 国民学校令により、大阪府三島郡新田国民学校に改称。
- 1947年4月1日 - 学制改革により、大阪府三島郡新田村立小学校に改称。
- 1953年3月8日 - 校歌制定。
- 1953年7月1日 - 新田村の豊中市・吹田市への分割編入により、豊中市立新田小学校に改称。
- 1969年9月1日 - 従来の校区の一部を、豊中市立南丘小学校校区へ分離編入。
- 1973年4月5日 - 現在地へ移転。
- 1984年4月1日 - 豊中市立新田南小学校を分離。
- 1995年6月9日 - 豊中市教育委員会から、同和教育の研究校に指定される（1996年度まで）。
- 1996年4月25日 - 大阪府社会福祉協議会から、学童のボランティア活動普及事業協力校に指定される（1998年度まで）。
- 2017年3月 - 校歌の歌碑が設立

## 通学区域
- 豊中市上新田1丁目・2丁目。

卒業生は豊中市立第九中学校へ進学する。

## 著名な出身者
- 寺地貴弘 - テニス選手。豊田諒明選手。

## 交通
- 北大阪急行・大阪モノレール 千里中央駅 南東へ約900m（徒歩約12分）。
- 阪急バス 上新田バス停